# Mil Mi-10
Mil Mi-10 som bygger på Mil Mi-6 var världens största helikopter tillverkad av Mil helikopter, då den flög första gången 1960. Den visades på Le Bourgets flygmässa 1965. Prototypen VS-12 är idag världens största helikopter som någonsin flugit, dock är även Mil Mi-26 den största serietillverkade helikoptern. Exporterad i ett exemplar till USA.